# 224
سنة 224 م (بالأرقام الرومانية: CCXXIV) كانت سنة كبيسة تبدأ يوم الخميس (الرابط يظهر نموذج الجدول الزمني الكامل للسنة) من التقويم اليولياني. بدأت تسمية السنة ب224 منذ العصور الوسطى المبكرة، عندما أصبح تقويم أنو دوميني هو الأسلوب السائد في أوروبا لتسمية السنوات.

## أحداث
- نهاية الإمبراطورية البارثية في بلاد [وضح من هو المقصود ؟].
- تأسست الإمبراطورية الساسانية على على يد الملك أردشير الأول في بلاد [وضح من هو المقصود ؟].
- انقلاب حاكم محافظة خوزستان على الإمبراطور الساساني أردشير الأول بتحريض من الإمبراطور البارثي أرتابانوس الرابع.

## وفيات
مقتل الإمبراطور البارثي أرتبانوس الرابع في معركة هرمزديجان.